# Aanplant

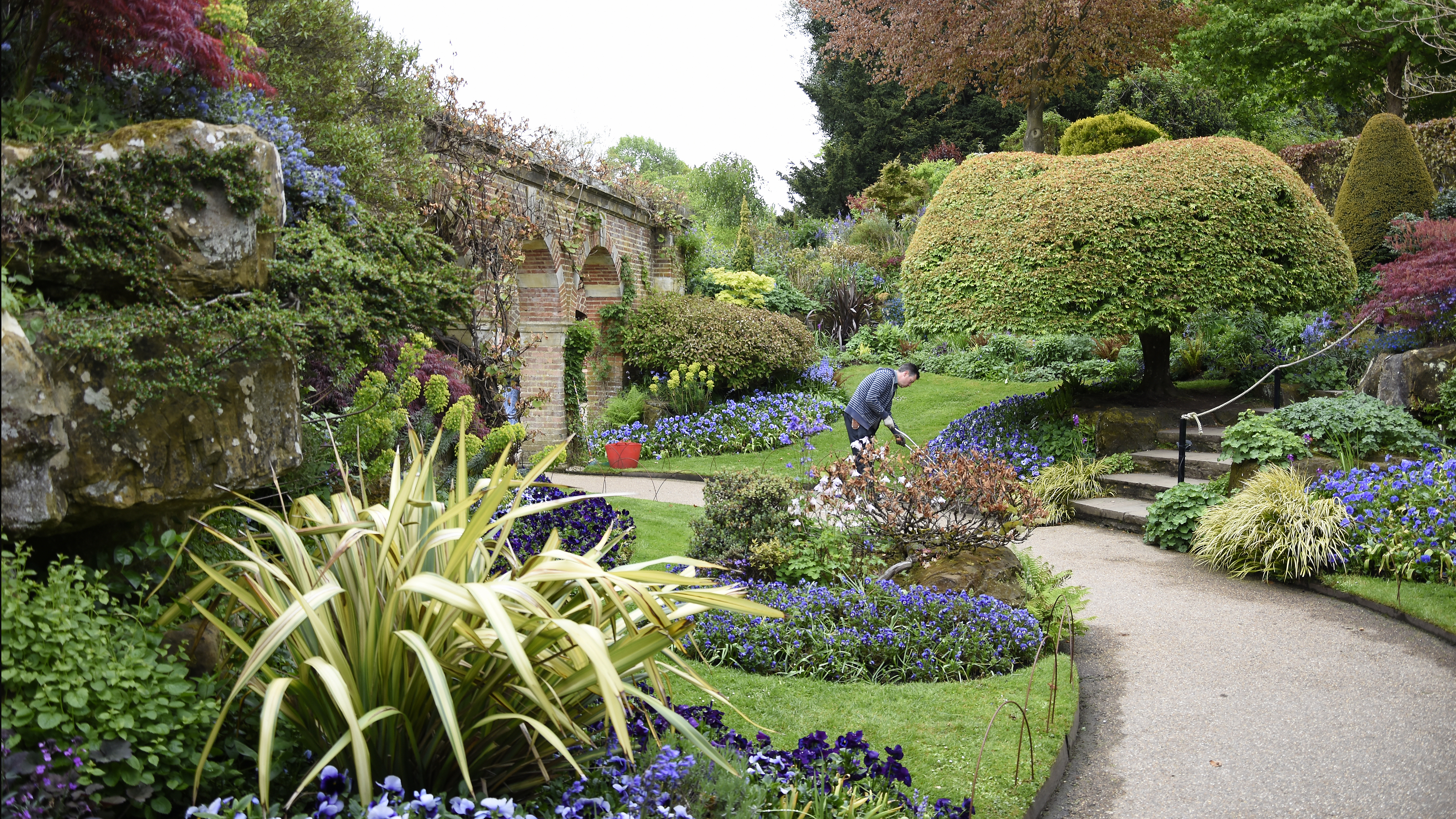
Verscheidene vormen van aanplant rondom Hever Castle (VK).

Met aanplant of beplanting wordt een begroeiing bedoeld die door de mens opzettelijk ergens is aangebracht met gekiemd plantmateriaal. Bij aanplant is het plantgoed (deels) ingegraven of via een andere wijze aangebracht op de aangewezen groeiplaats. Men vindt aanplant in bijvoorbeeld siertuinen, boomgaarden, lanen, heggen en aangeplante bossen.
Bij aanplant wordt het plantmateriaal veelal aangebracht door alleen de ondergrondse plantendelen ervan (vaak als kluit met wortels) in te graven; de rest steekt dan boven het maaiveld uit. Deze vorm van aanplant noemt men ook wel 'inplant'. Dit wordt vaak toegepast bij bijvoorbeeld struiken en bomen. Soms kunnen ook uitsluitend ondergrondse plantendelen van het plantgoed worden aangeplant, zoals bijvoorbeeld bollen of penwortels; deze zijn dan pas in latere (fenologische) stadia ook bovengronds zichtbaar.
Evenzeer kan aanplant ook plaatsvinden zonder dat er plantmateriaal wordt ingegraven. Een veelvoorkomend voorbeeld hiervan is het aanbrengen van graszoden. Ook het in oppervlaktewater aanbrengen van drijvende waterplanten (zoals vlotvarens of watersla) is een voorbeeld van aanplant waarbij men geen plantgoed ingraaft. Een minder alledaags voorbeeld – dat zelden op grotere schaal plaatsvindt – is aanplant van epifyten of lithofyten op of aan een stuk hout of steen. Bij het laatstgenoemde voorbeeld wordt het plantmateriaal meestal aan het substraat bevestigd met ijzerdraad of touw.

## Verschil met inzaai en vegetatie
Soms wordt de term aanplant verward met de termen inzaai en vegetatie. Eveneens is het in de praktijk soms moeilijk te zien of het bij een bepaalde begroeiing om aanplant, inzaai of vegetatie gaat. Bovendien kan vegetatie en/of inzaai ook door aanplant heen groeien.
Aanplant en inzaai hebben met elkaar gemeen dat het opzettelijk door de mens aangebrachte begroeiingen betreft, waarbij de soortensamenstelling van tevoren is bepaald. Bij inzaai wordt het zaad ingezaaid op de plaats van bestemming; het kiemingsproces vindt er ook volledig plaats. Aanplant gebeurt echter met plantgoed dat ergens anders al is opgekweekt uit zaad of via vegetatieve vermeerdering.
Aanplant verschilt van vegetatie doordat vegetatie een spontaan gevestigde begroeiing betreft, die dus niet expres op een bepaalde plek door de mens is aangebracht. Ook wanneer vegetatie wordt beheerd (bijvoorbeeld maaien of dunnen) blijft het vegetatie, omdat de begroeiing zich spontaan heeft gevestigd.

## Aanplant als bedreiging voor de biodiversiteit
Over het algemeen heeft aanplant een zeer lage natuurwaarde. Hierbij spelen dikwijls meerdere aspecten een rol.

### Aanplant van genetisch verkeerd plantgoed
Aanplant vindt meestal plaats met het genetisch verkeerde plantgoed om biodiversiteit en overige natuurwaarden te kunnen behouden of bevorderen. Dikwijls vindt aanplant plaats met gecultiveerd, uitheems en/of gebiedsvreemd plantgoed (in plaats van natuurlijk, inheems en autochtoon plantgoed). Dit gebeurt op zowel de grotere als de kleinere schaal. De ecologische waarde van gecultiveerd, uitheems en/of gebiedsvreemd plantgoed is zeer laag en vaak zelfs schadelijk voor de plaatselijke ecologie, in het bijzonder voor insecten. In Nederland is door grootschalige aanplant van bomen van gebiedsvreemd plantmateriaal nog maar 3% van de autochtone, inheemse bomen over.
Een ander negatief aspect is dat wanneer gecultiveerd, uitheems of gebiedsvreemd plantgoed gaat verwilderen of gaat hybridiseren met de plaatselijke inheemse vegetatie, het plaatselijke ecosysteem hier last van ondervindt.

### Aanplant als vergiftigd plantgoed
Doorgaans bevat aanplant van plantmateriaal afkomstig van de gangbare tuinbouw gifstoffen die nog jaren in de aanplant kunnen blijven zitten. Veelal betreft het insecticiden, die schadelijke gevolgen hebben voor de insecten. Ook aanplant met bolgewassen zit vaak vol met vergif.

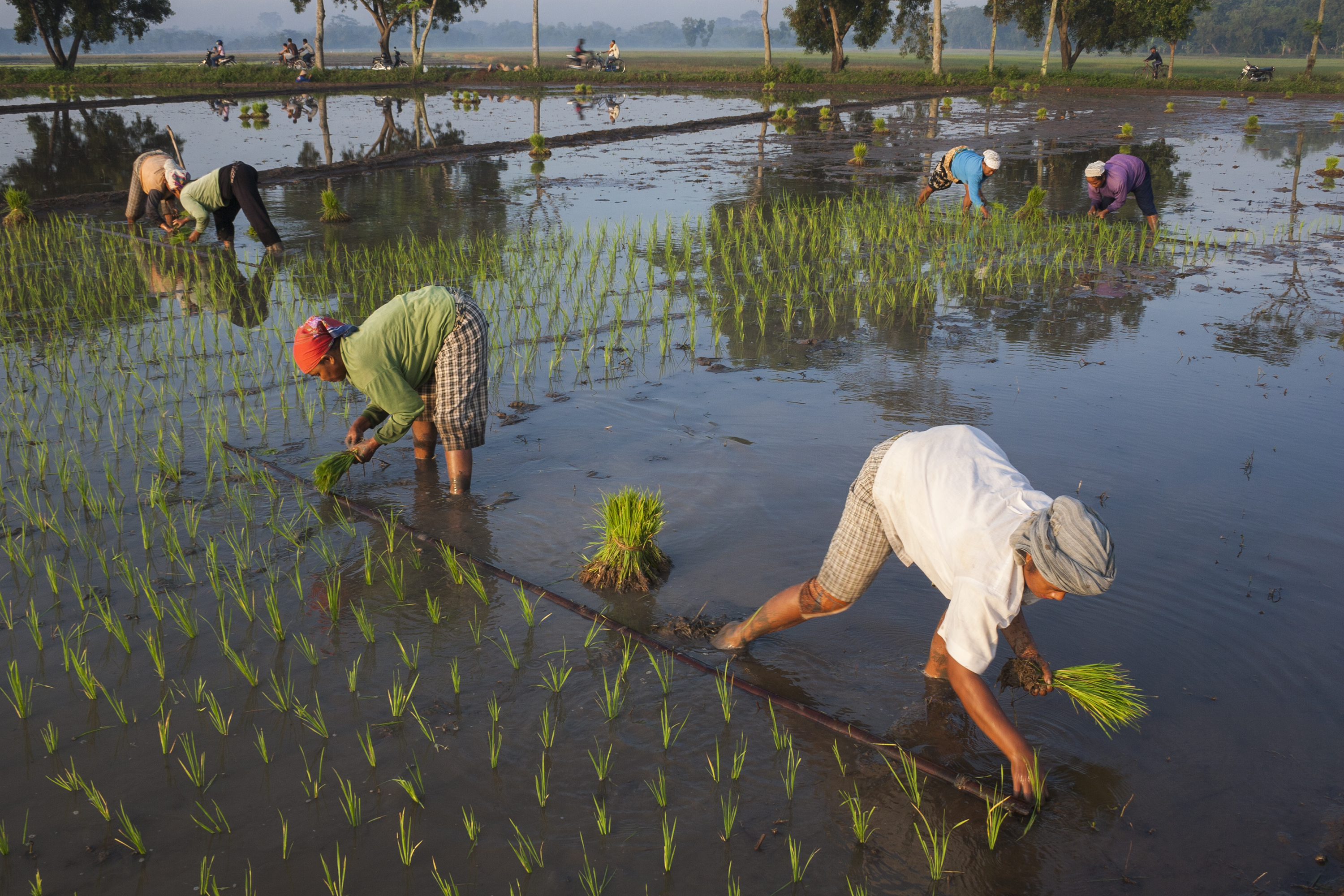
Handmatige aanplant van een rijstveld
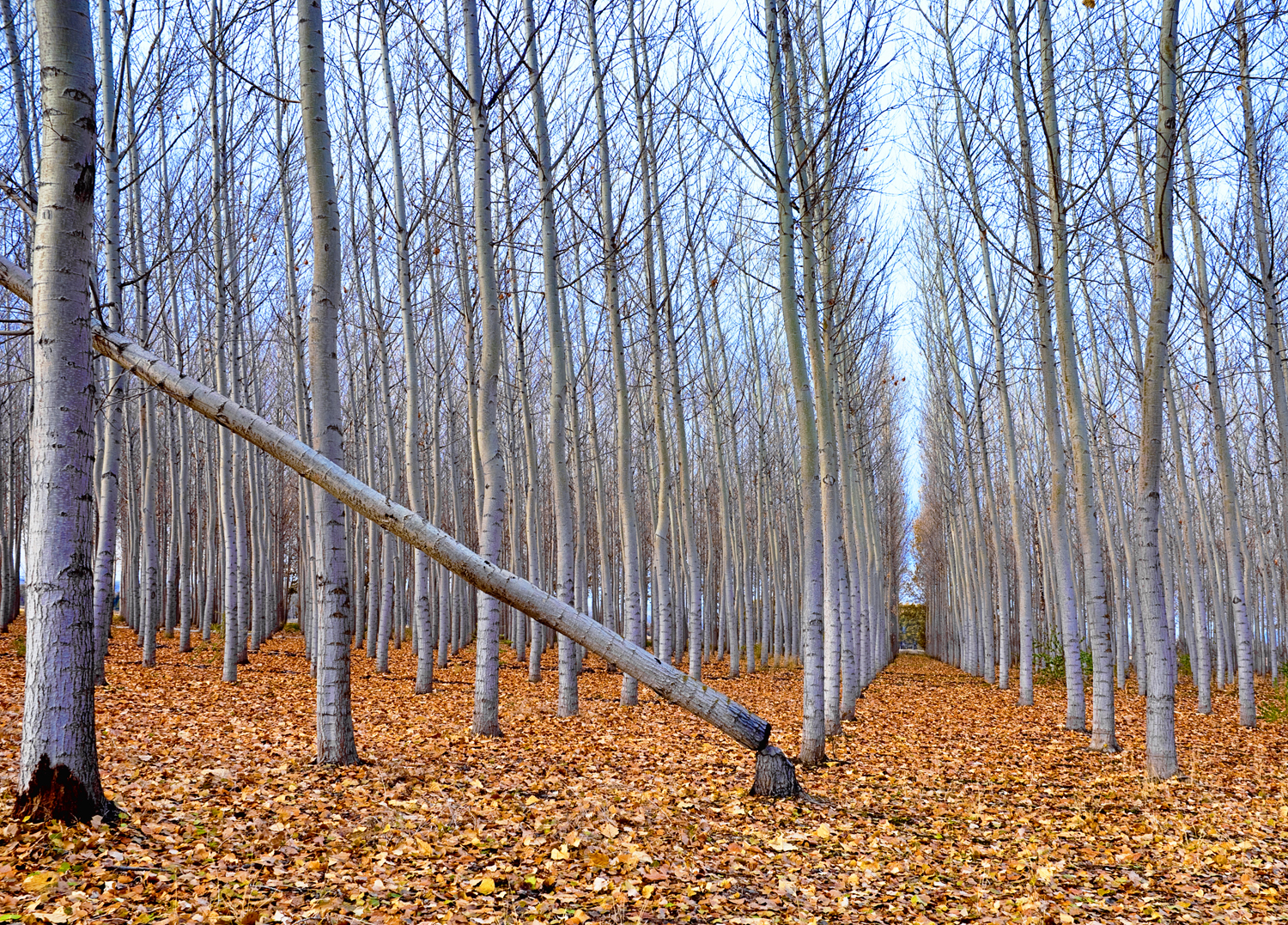
Productiebos met aanplant van populier
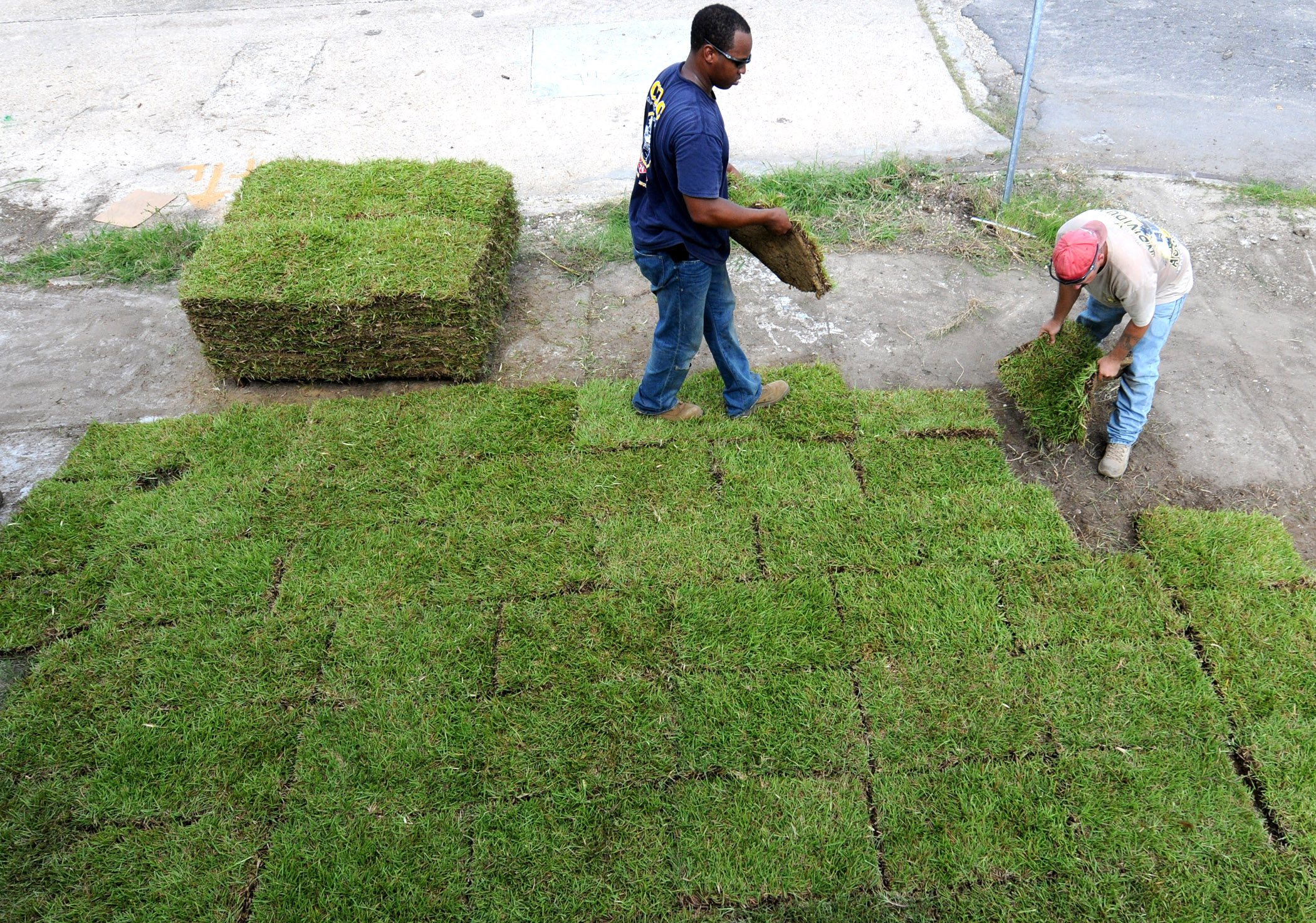
Aanplant van een gazon via graszoden
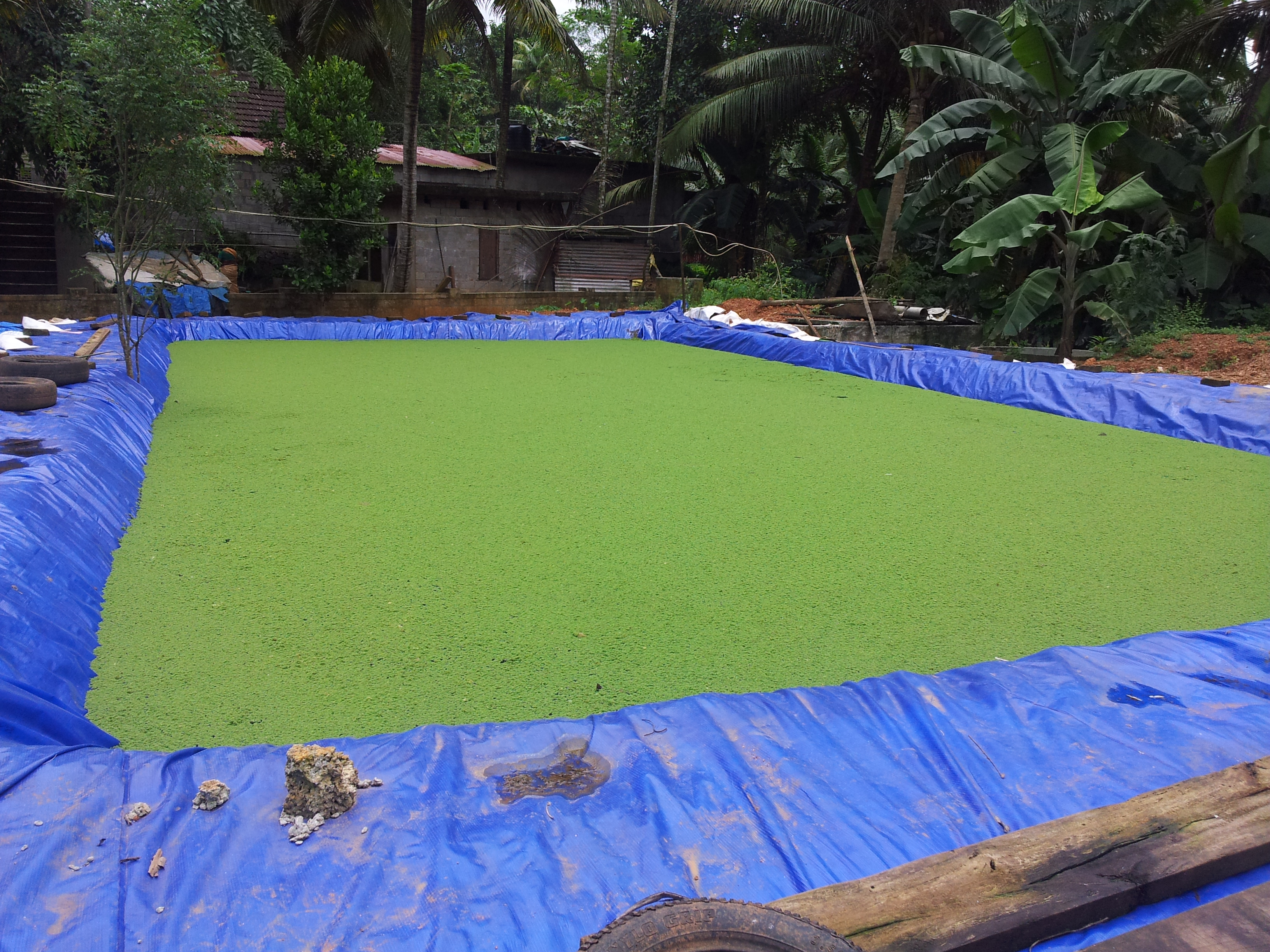
Aanplant van kroosvaren in aquacultuur
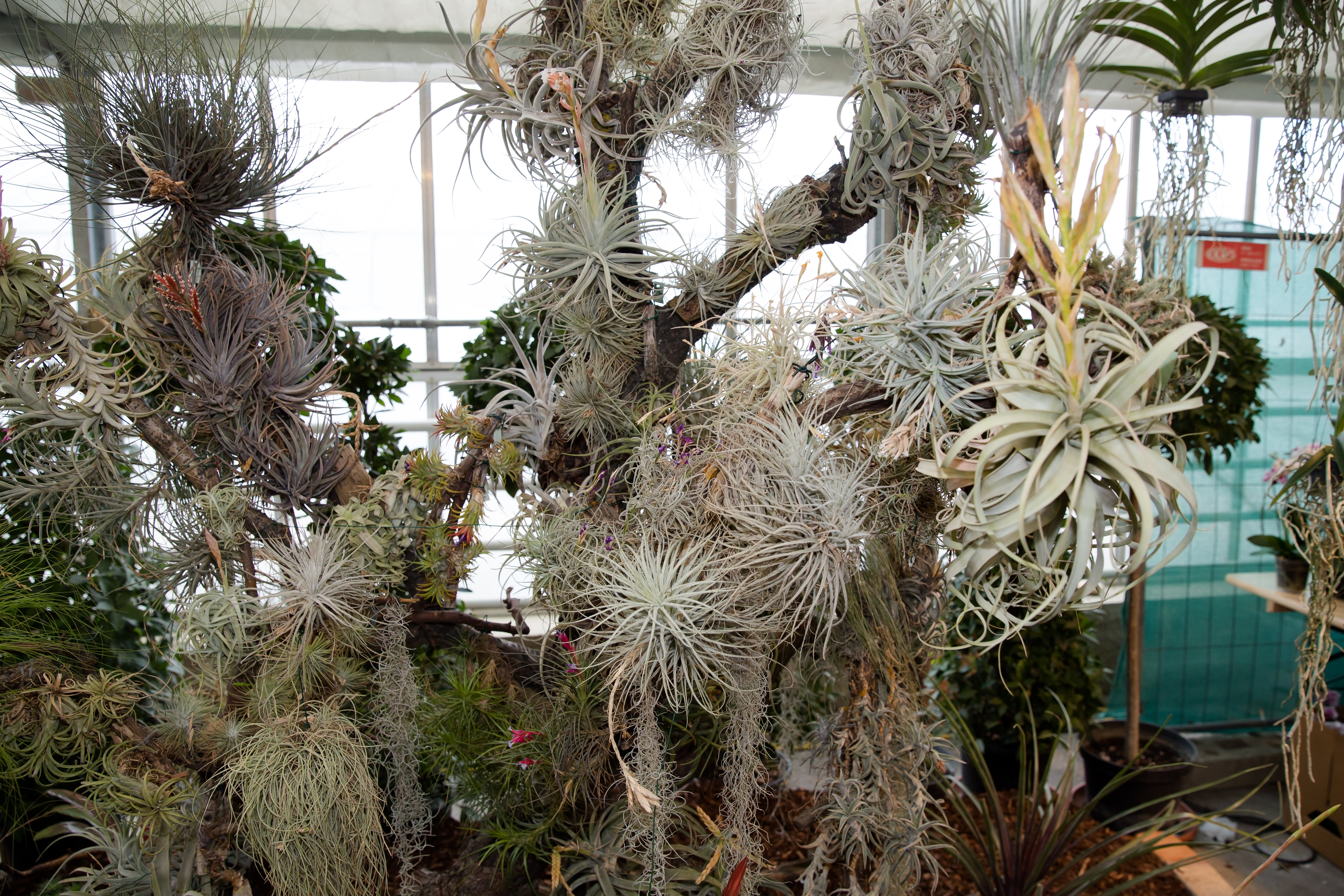
Aanplant van tillandsia's, bevestigd op hout